# 沈塘橋駅
沈塘橋駅（しんとうきょう-えき）は、中華人民共和国浙江省杭州市西湖区と拱墅区に位置する杭州地下鉄2号線と19号線の駅である。

## 歴史
- 2017年7月3日：2号線の駅として開業[1]。
- 2022年
  - 9月22日：19号線の駅として開業[2]。
  - 11月1日：改札内乗り換え開始[3]。

## 駅構造
改札口が地下1階に位置しており2号線のホームが地下2階、19号線のホームが地下3階にある。またいずれも1面2線の島式ホームの構造をしている。

### のりば
| 番線                    | 路線     | 行先                                          |
| ----------------------- | -------- | --------------------------------------------- |
| 2号線ホーム（地下2階）  |          |                                               |
| 南方面                  | ■ 2号線  | 朝陽方面                                      |
| 北方面                  | ■ 2号線  | 良渚方面                                      |
| 19号線ホーム（地下3階） |          |                                               |
| 西方面                  | ■ 19号線 | 火車西站・苕渓方面                            |
| 東方面                  | ■ 19号線 | 火車東站（東広場）・ 蕭山国際機場・永盛路方面 |

（出典：杭州地下鉄：沈塘桥站设施指示）

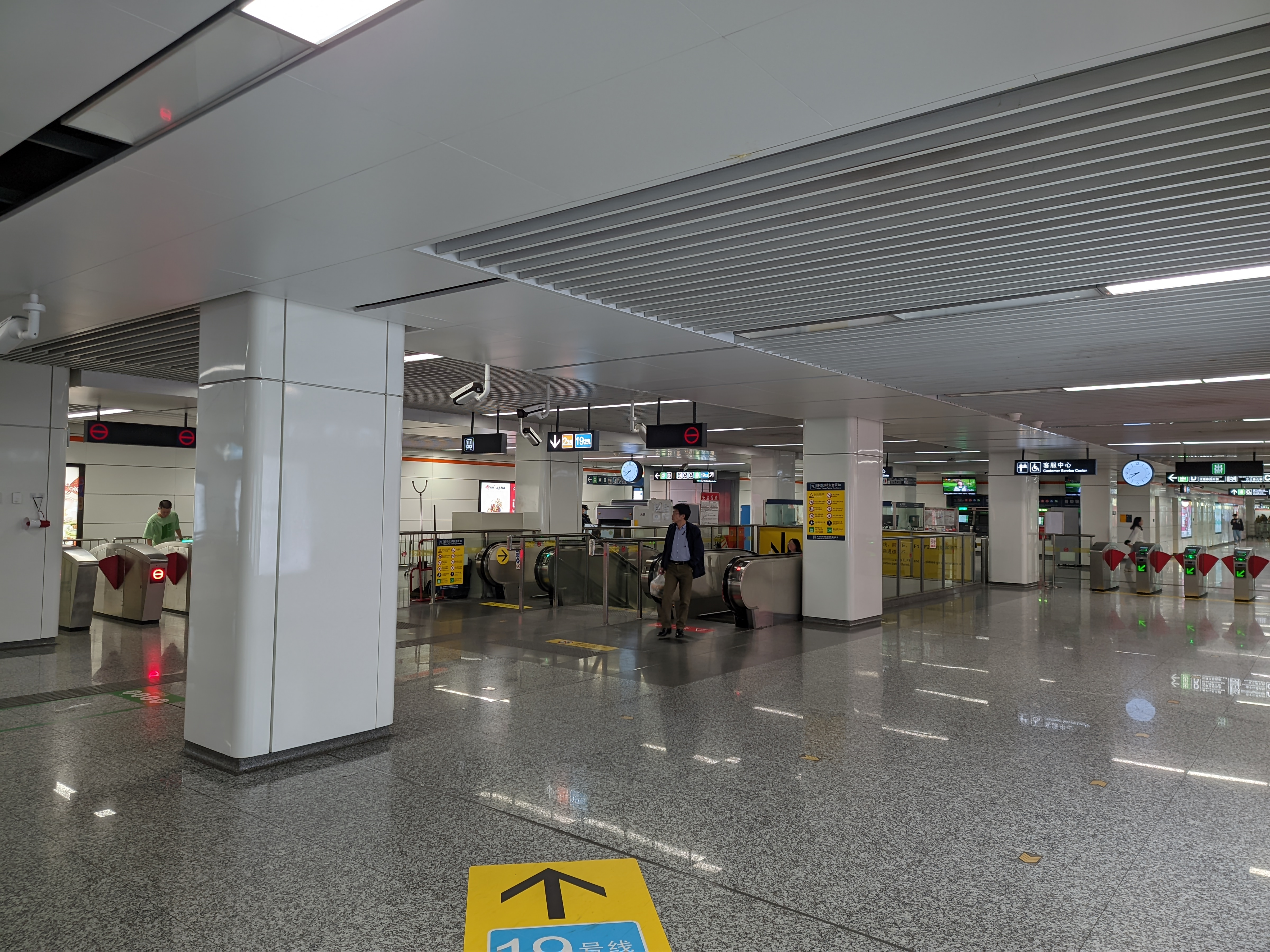
2号線コンコース
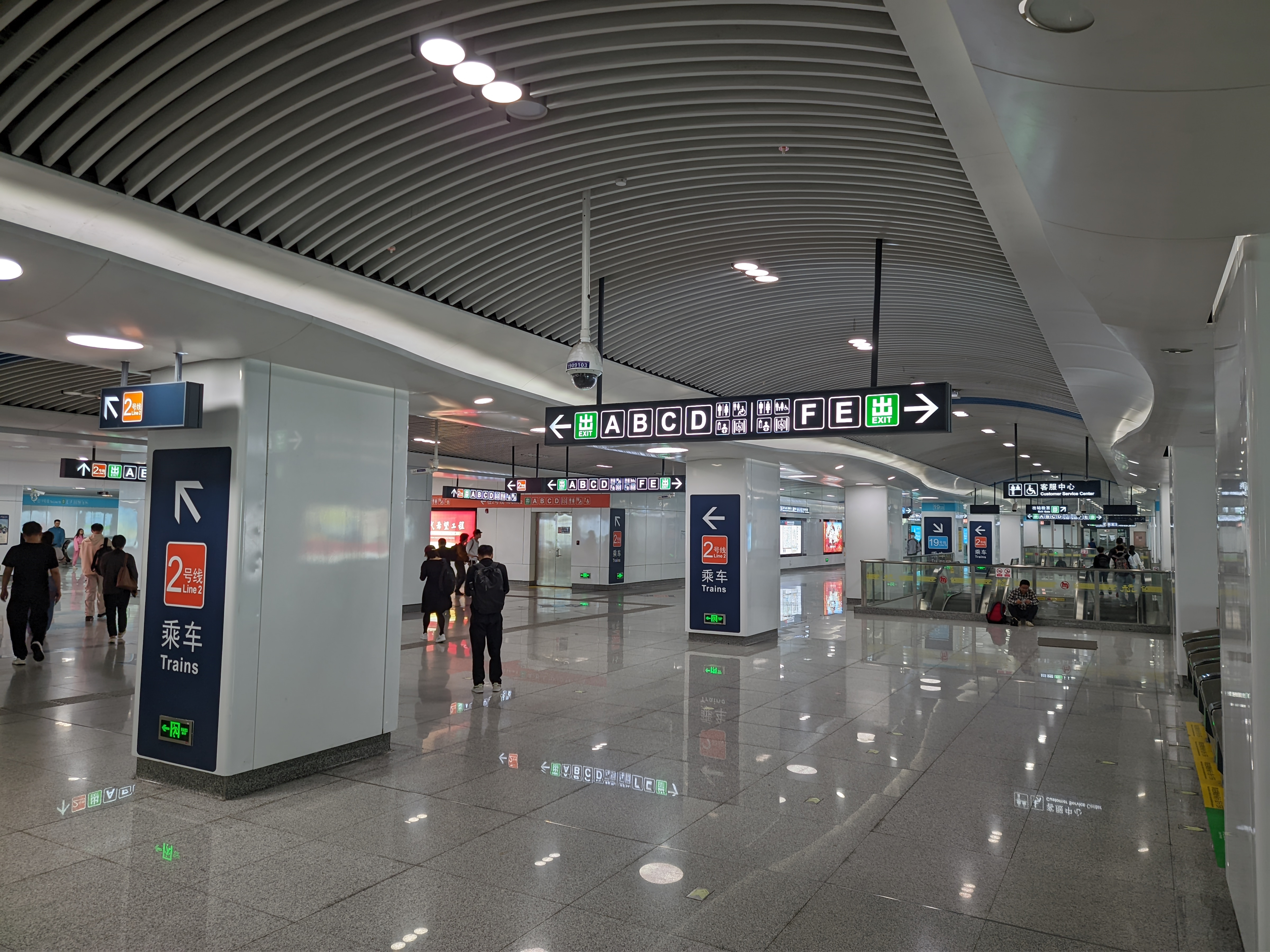
19号線コンコース
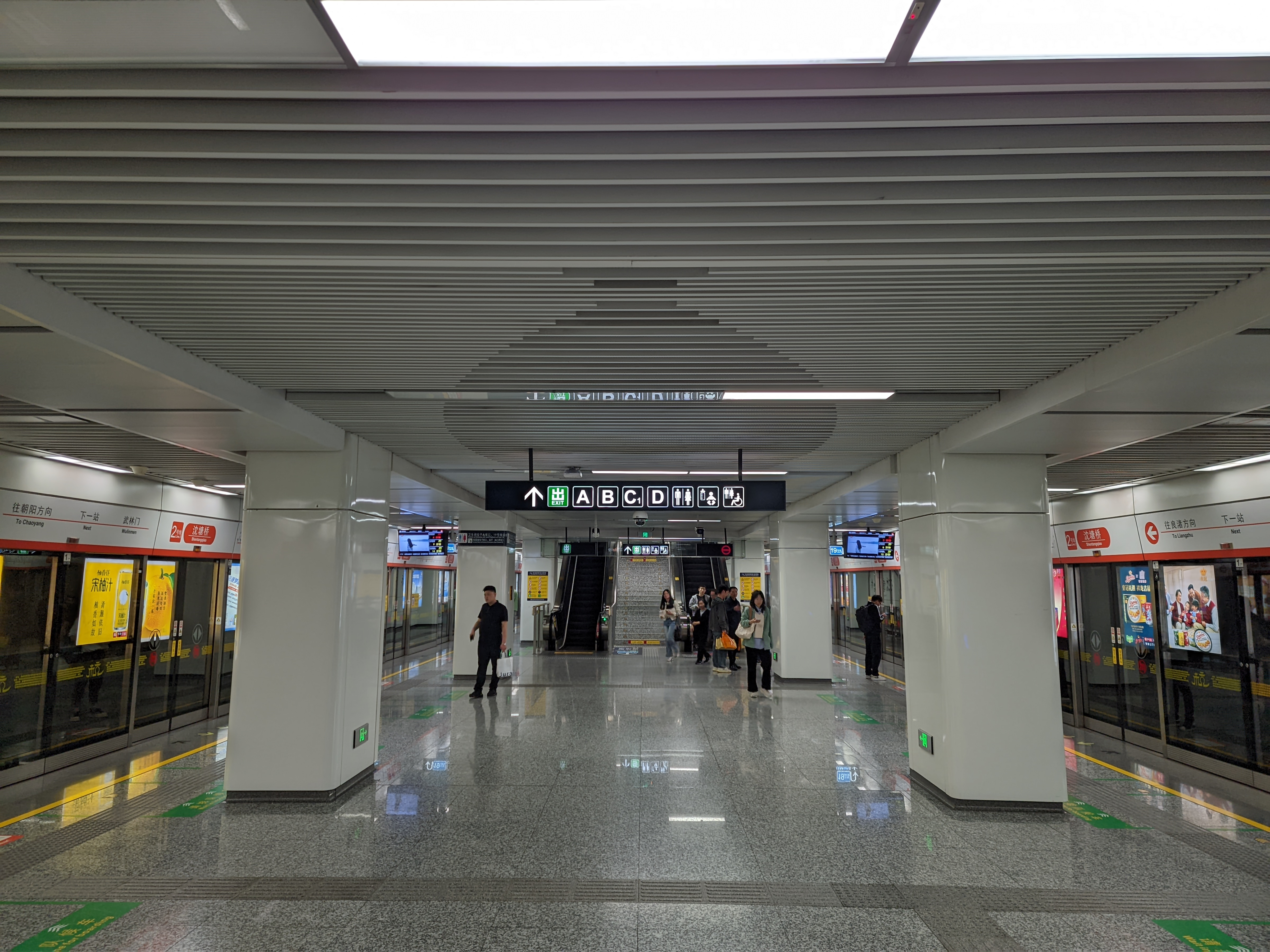
2号線ホーム
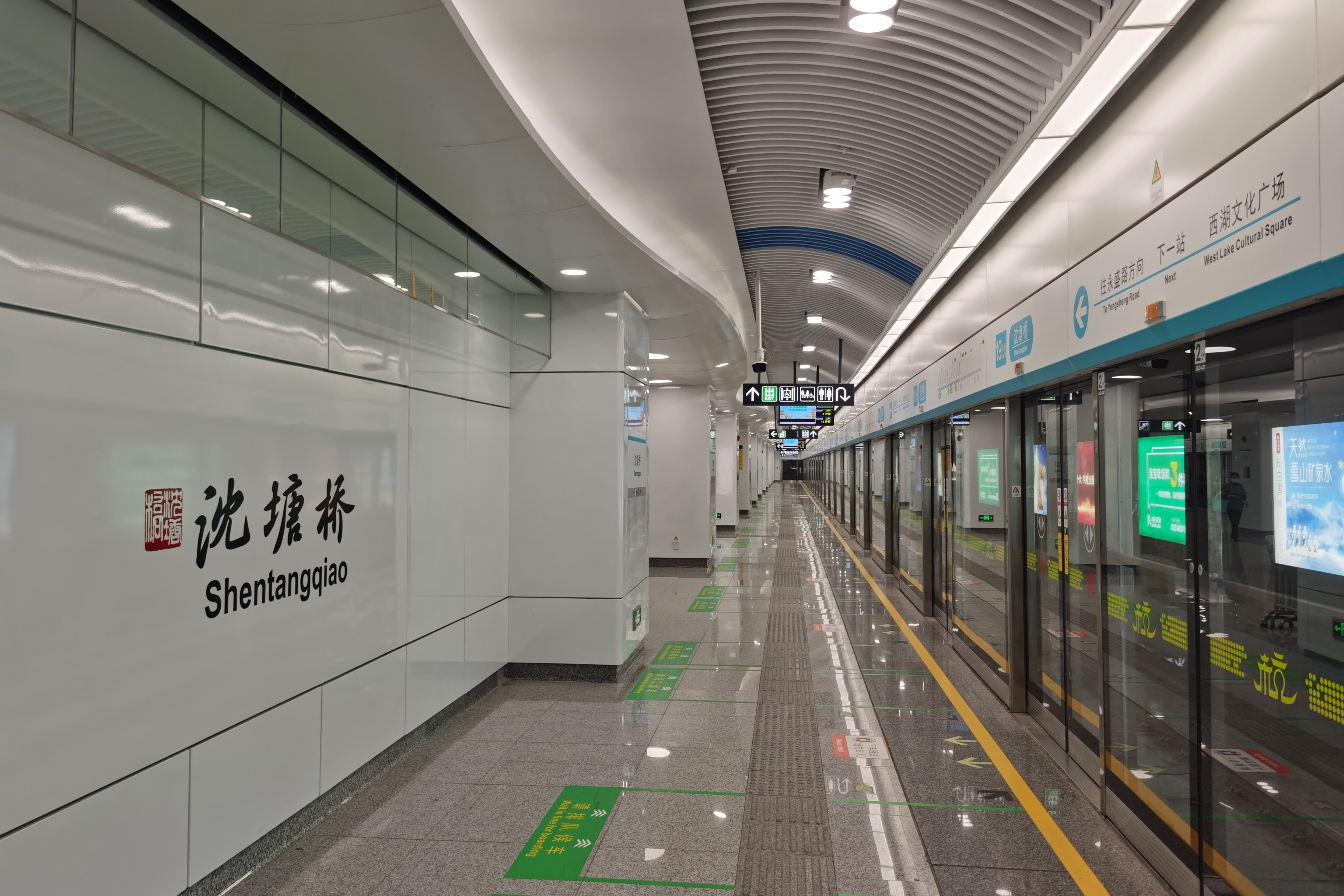
19号線ホーム
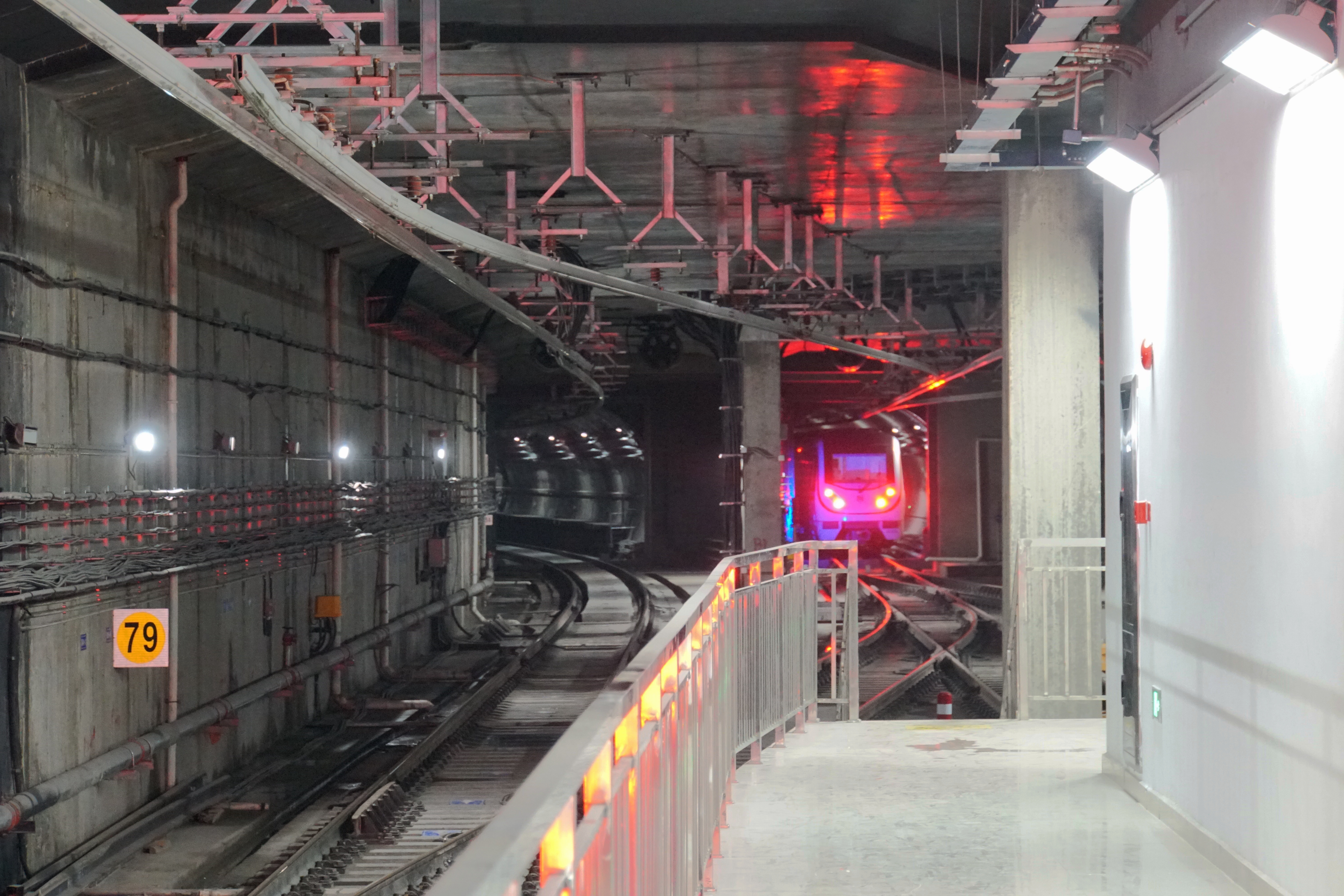
2号線の引き上げ線

### 乗換
乗換通路は2つの区間に分かれており、一方は莫干山路の地下、もう一方は文三支路の地下に設けられています。文三支路区間には動く歩道が設置されています。乗換通路は2号線のホーム南端と19号線のコンコースを接続しており、2号線から19号線に乗り換える際には、必ずホーム南側の階段を上がる必要があります。南側の階段を利用しないと、乗換ができませんのでご注意ください。
本駅は、当初2号線の設計時には乗換駅として計画されていませんでした。武林門駅と沈塘橋駅の間には、引き上げ線が1線設けられており、最大2編成の列車が停車可能です。この引き上げ線は、周辺に建物や地下の配管が密集していたため、シールド工法を用いて施工されました。下り線方向へ約500メートル離れた場所に別途で作業用の立坑を掘り、そこで建設が行われました。この立坑工事によって生まれた空間が、現在の乗換通路のうち、莫干山路に面した区間となっています。しかし、この空間は19号線の工事が始まるまでは、地下商店街として使用されていました。一方、乗換通路のうち文三支路に面した区間は、19号線の新設工事により新たに建設されたものです。現在では、かつての地下商店街の区画はすでに改札内の有料エリアに組み込まれており、すべての店舗は撤去されています。

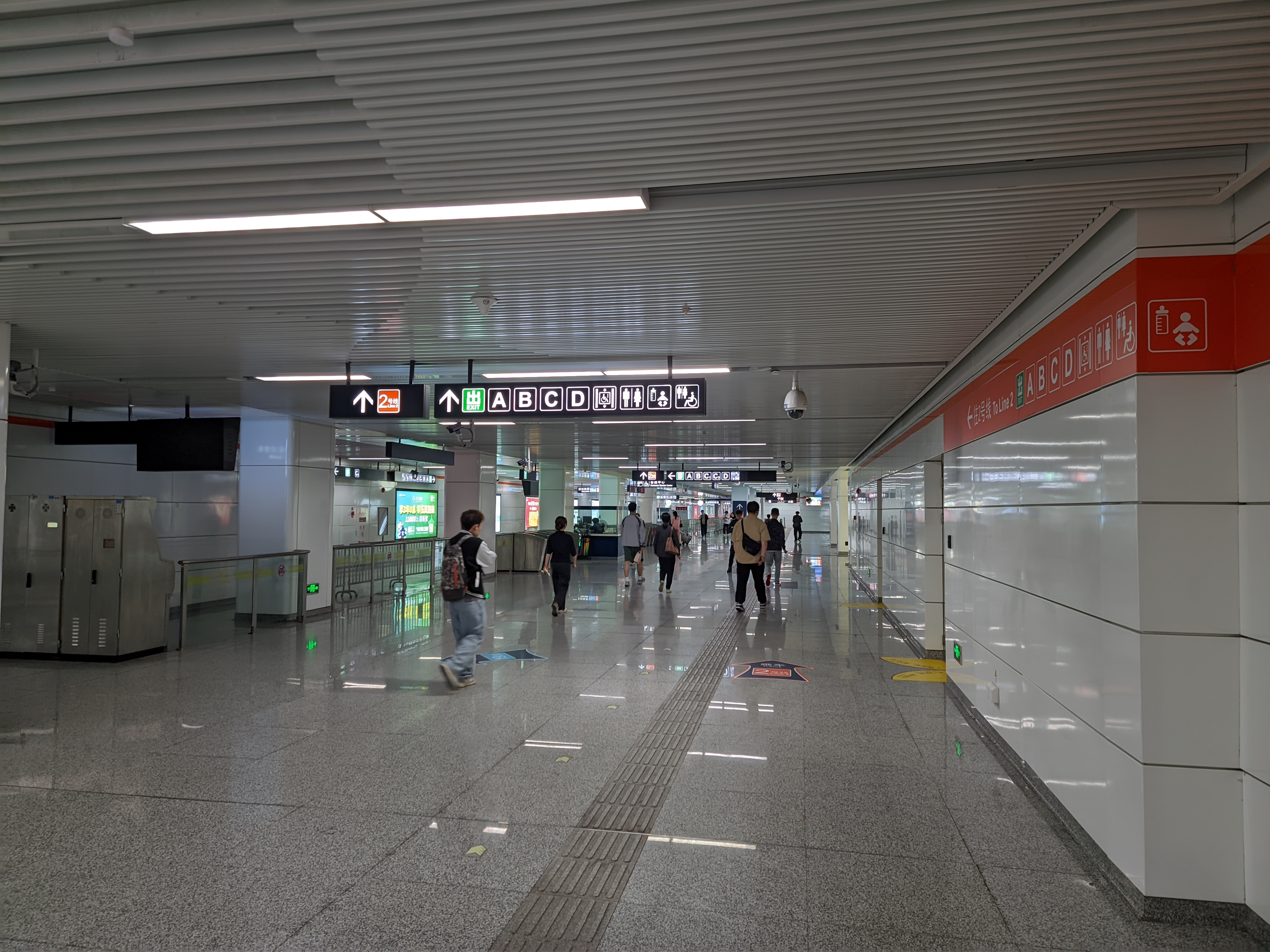
乗換通路（莫干山路）
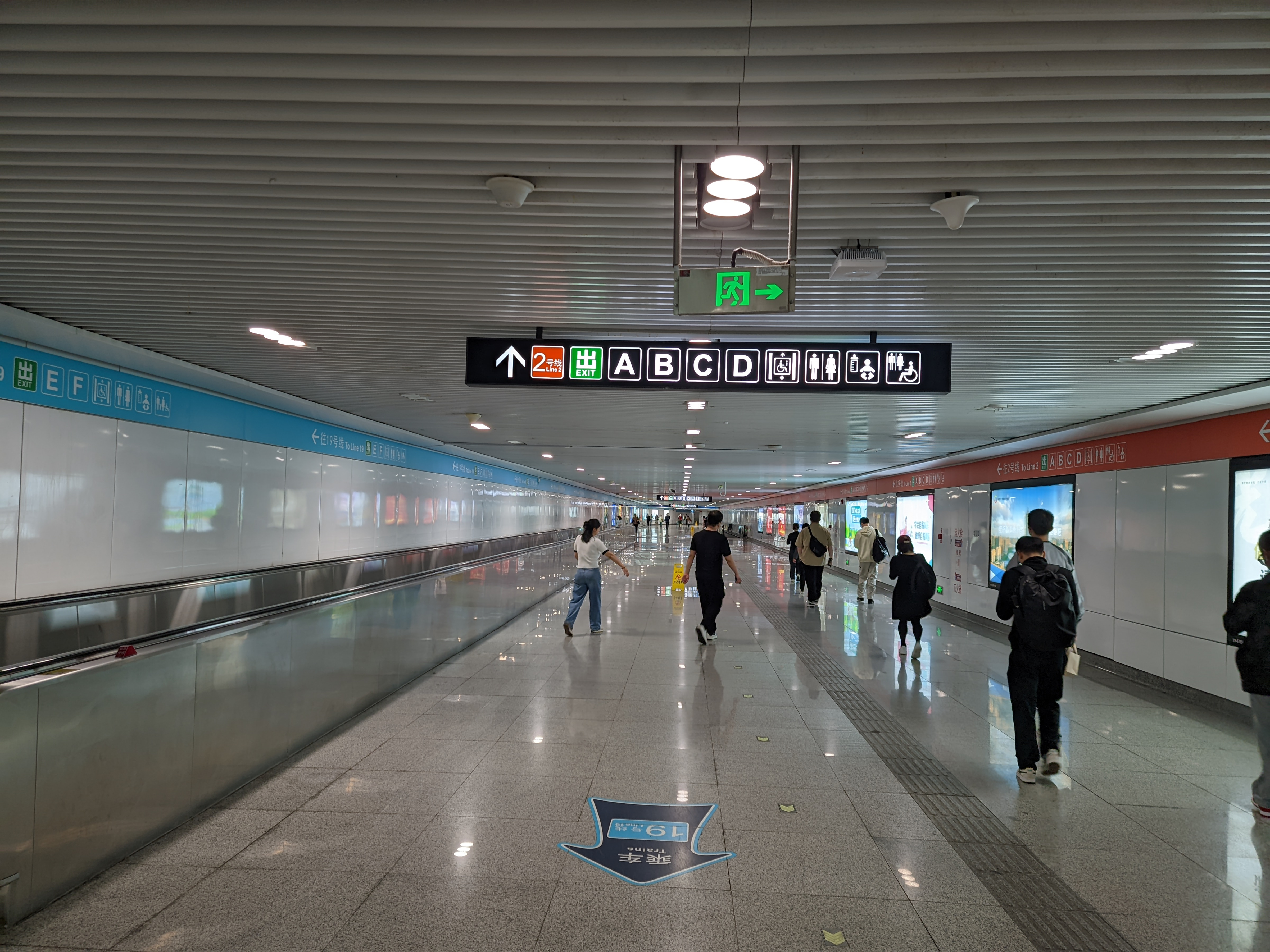
乗換通路（文三支路）
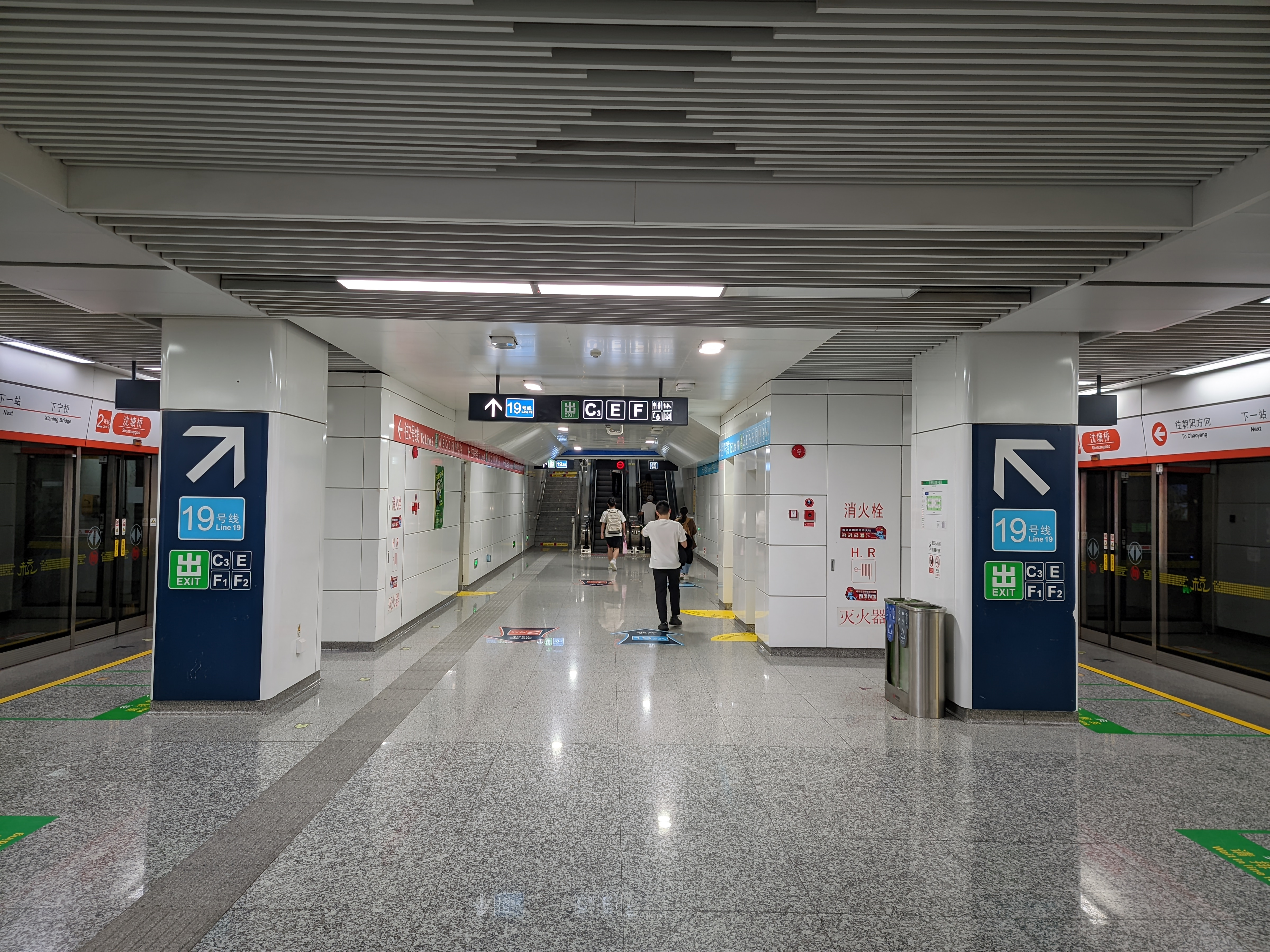
2号線ホーム南側の階段

## 駅周辺
- 坤沢会ゴールドプラザ
- 浙江郵電職業技術学院
- 莫干新村
- 中国郵政
- 美莱ビジネスビル
- 郵電新村
- 建工新村
- 広夏・鋭明ビル
- 浙江発展ビル
- 杭州軽工技師学院
- 華龍ビジネスビル
- 耀江国際ビル
- 立新ビル
- 古新路小区
- 杭州市文暉中学校
- CCTV浙江総局
- 文三里
- 省建工ビル
- 沈塘新村
- 東部ソフトウェアパーク
- 武林門新村
- 馬塍路13号小区
- 浙江省中山病院莫干山路キャンパス

## 隣の駅
杭州地下鉄
■ 2号線
武林門駅 - 沈塘橋駅 - 下寧橋駅
■ 19号線
文三路駅 - 沈塘橋駅 - 西湖文化広場駅